# 瑞安·史密斯
瑞安·史密斯（英語：Ryan Smyth，1976年2月21日—），加拿大男子冰球运动员。他曾代表加拿大国家队参加2002年和2006年冬季奥林匹克运动会冰球比赛，其中2002年冬季奥运会获得一枚金牌。